# Asclepeion de Atenas
El Asclepeion de Atenas (en griego antiguo: Ἀσκληπιεῖον Ἀθηνῶν; en griego: Ασκληπιείο της Αθήνας) era el santuario construido en honor de los dioses Asclepio e Higía, situado al oeste del Teatro de Dioniso y al este de la muralla del Pelargikon, en la escarpa sur de la colina de la Acrópolis de Atenas.

## Fundación
Fue una de las varias edificaciones de asclepeion en el mundo griego antiguo que sirvió como hospitales rudimentarios. Fue fundado en el año 419/418 a. C. durante la guerra del Peloponeso, tal vez como consecuencia directa de la plaga de Atenas, por Telémaco. Su fundación está inscrita en el Monumento a Telémaco, una columna de mármol de doble cara que está coronada por relieves que representan la llegada del dios a Atenas desde Epidauro y su recepción por Telémaco. El complejo del santuario estaba formado por el templo y el altar del dios Asclepio, así como por dos galerías, la arcada dórica que servía de katagogion para los pacientes que pernoctaban en el Asclepeion y su curación milagrosa —a través de los sueños— por el dios, y la estoa con 17 columnas que servía de comedor y alojamiento para los sacerdotes de Asclepio y sus visitantes.

## Descripción

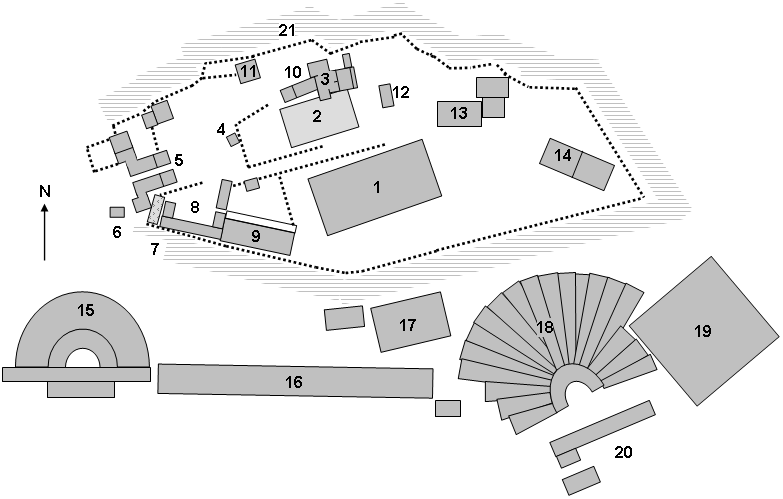
Planta de la Acrópolis de Atenas. El número 17 es el Asclepeion.

La arcada dórica se fundó, según las inscripciones, en el año 300/299 a. C. y era un edificio de dos plantas con 17 columnas dóricas en su fachada. Está enmarcada por la fuente sagrada en su extremo oriental y por una fosa revestida de mampostería en su extremo occidental. Esta fuente es una pequeña cueva en la roca, en la que se encuentra el manantial natural. El pozo o fosa circular, es una profunda oquedad con mampostería poligonal empotrada en la pared del acantilado, tenía acceso desde el segundo piso de la arcada dórica y data del último cuarto del siglo V. F. Robert, propuso que se trataba de un lugar dedicado a la celebración de los Héroes en el Asklepeion, en la que se celebraban sacrificios a los dioses y héroes ctónicos, como atestigua la epigrafía.

## Historia

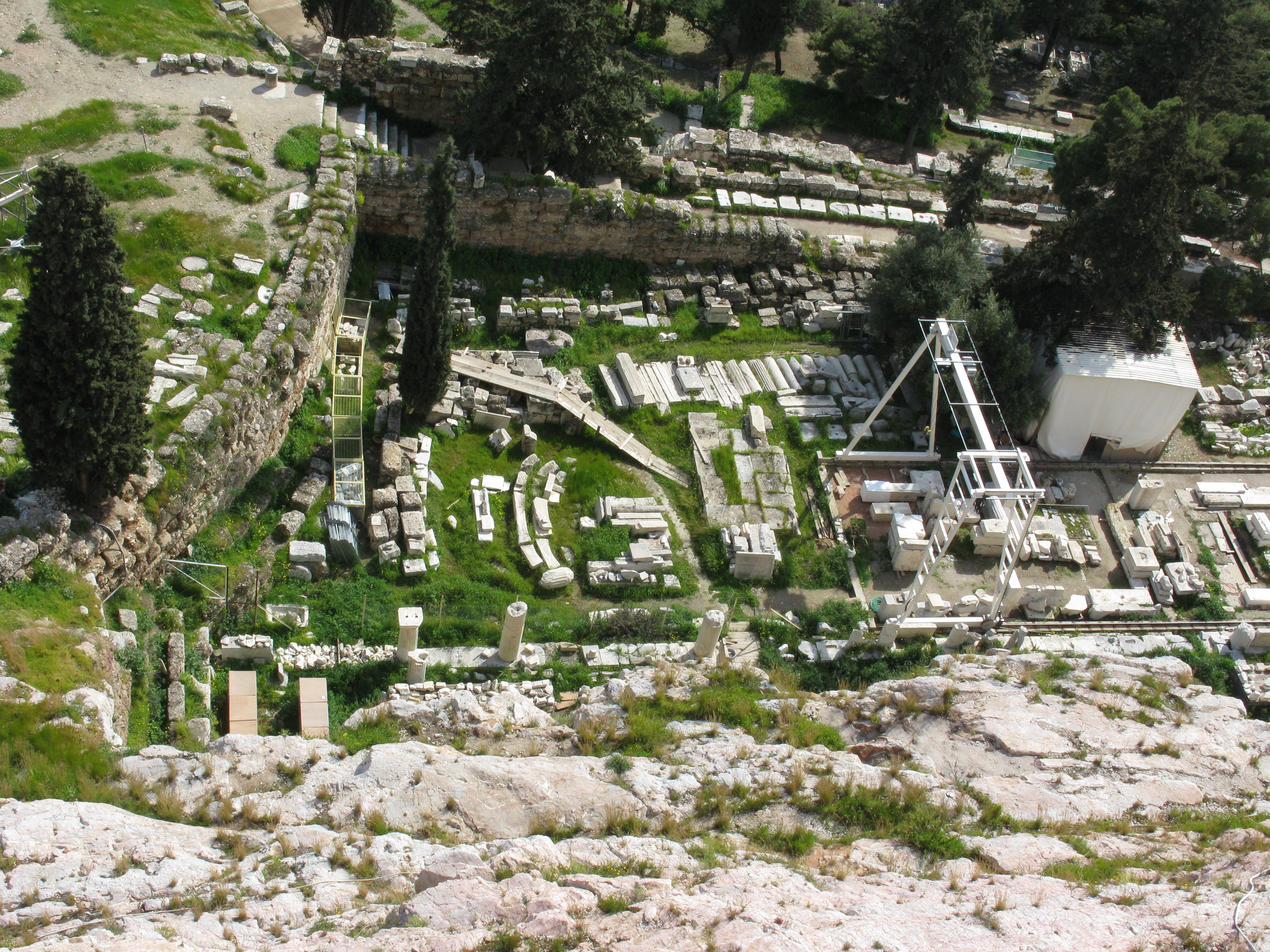
Sitio del Asclepeion

La arcada jónica, al oeste del templo, también está fechada en el último cuarto del siglo V. El santuario, en su lado oeste, estaba cerrado por un propileos para que los visitantes accedieran desde el antiguo paseo al recinto del Asclepieon. Según las pruebas epigráficas, el propilón fue renovado en época romana.
A principios del siglo VI, cuando el culto cristiano sucedió al antiguo, todos los monumentos de Asclepio fueron demolidos y el material se incorporó al complejo de una gran basílica paleocristiana de tres naves. En los años bizantinos (siglos XI y XIII), dos templos más pequeños de una sola nave ocuparon la posición de la basílica, mientras que el último de ellos funcionaba como katholikón de un pequeño monasterio. Desde 2002, se han realizado restauraciones parciales del extremo oeste de la planta baja de la fachada de la estoa dórica, de la sala de la cueva sagrada en el primer piso de la estoa dórica y del templo de Asclepio.

## Artefactos
El Museo de la Acrópolis de Atenas muestra exvotos de la Asclepeion de Atenas.
| Objeto | Descripción | Origen y datación                          |
| ------ | --- | ------------------------------------------ |
|        | Ofrenda votiva del Asclepeion de Atenas Parte de un rostro femenino con ojos incrustados. Exvoto del siglo IV a. C., probablemente del escultor Praxias, insertado en el nicho de un pilar del santuario de Asclepio. Museo de la Acrópolis de Atenas | Templo de Asclepio, Atenas. Siglo IV a. C. |
|        | Ofrendas del Asclepeion de Atenas Placas de ofrendas votivas en bajo relieve. Ojos, oreja, pecho, pierna, con inscripciones votivas Museo de la Acrópolis de Atenas                                                                                   | Templo de Asclepio, Atenas. Siglo IV a. C. |